# I. e. 150-es évek
Évszázadok: i. e. 3. század – i. e. 2. század – i. e. 1. század
Évtizedek: i. e. 200-as évek – i. e. 190-es évek – i. e. 180-as évek – i. e. 170-es évek – i. e. 160-as évek – i. e. 150-es évek – i. e. 140-es évek – i. e. 130-as évek – i. e. 120-as évek – i. e. 110-es évek – i. e. 100-as évek
Évek: i. e. 159 – i. e. 158 – i. e. 157 – i. e. 156 – i. e. 155 – i. e. 154 – i. e. 153 – i. e. 152 – i. e. 151 – i. e. 150